# Рост, Франк
Франк Рост (нем. Frank Rost; род. 30 июня 1973, Карл-Маркс-Штадт, ГДР) — немецкий футболист, вратарь.

## Карьера

### Клубная
Рост начинал карьеру в «Марклеберге», выступающем тогда в Третьей лиге.
В 1992 году Рост перешёл в «Вердер». После трёх сезонов в «Вердер II» дебютировал за основную команду. Всего за бременский клуб Рост сыграл в 147 встречах и забил один гол в ворота «Ганзы» 31 марта 2002 года.
В 1999 году помог «Вердеру» выиграть Кубок Германии. В финале против «Баварии» в Берлине Рост забил решающий пенальти в послематчевой серии.
В 2002 году новым клубом Роста стал «Шальке 04». Он был первым вратарём команды до того, как в 2006 году его не вытеснил Мануэль Нойер.
После того, как в сезоне 2006/07 Рост потерял место в стартовом составе «Шальке 04», в январе 2007 года он перебрался в «Гамбург», где сразу стал вратарём номер один и помог клубу подняться с последнего места на седьмое. 10 октября 2008 года Франк Рост продлил контракт с клубом до 30 июня 2010 года. 30 июля 2009 года Рост сыграл в своём сотом матче в Еврокубках в игре третьего квалификационного раунда Лиги Европы против датского клуба «Раннерс». По окончании сезона 2010/11 немецкий вратарь покинул ганзейский клуб. За всю карьеру он сыграл в 426 играх Бундеслиги.
13 июля 2011 года «Нью-Йорк Ред Буллз» объявил о том, что клуб подписал Франка Роста. 19 февраля 2012 года он объявил о том, что завершает карьеру.

### Национальная
Рост сыграл четыре матча за сборную Германии, дебютировав против сборной США в 2002 году. Рассматривался как третий вратарь сборной на чемпионате Европы 2004 года, но тренеры предпочли ему Тимо Хильдебранда.

## Семья
Франк Рост родился в спортивной семье. Его отец Петер и мать Кристина были известными гандбольными игроками в ГДР.